# Eremippus comatus
Eremippus comatus är en insektsart som beskrevs av Leo L. Mishchenko 1951. Eremippus comatus ingår i släktet Eremippus och familjen gräshoppor. Inga underarter finns listade i Catalogue of Life.